# Liste der Großen Kreisstädte in Sachsen

Lage der 53 Großen Kreisstädte in Sachsen

Die Großen Kreisstädte in Sachsen sind kreisangehörige Städte innerhalb des Freistaats, die einen besonderen kommunalrechtlichen Status haben.

## Übersicht
Im Freistaat Sachsen gibt es 53 Große Kreisstädte. Ihren Sonderstatus, in dem bestimmte zusätzliche Zuständigkeiten im Vergleich zu den sonstigen kreisangehörigen Gemeinden inbegriffen sind, erhielten die Großen Kreisstädte durch Verleihung seitens des Sächsischen Staatsministeriums des Innern.
Eine Verleihung des Titels Große Kreisstadt ist in Sachsen aus mehreren Gründen möglich. Einerseits kann sie im Zusammenhang mit einer Gebietsreform stehen. So wurden kreisfreie Städte per Gesetz mittels Eingliederung in einen Landkreis zu kreisangehörigen Großen Kreisstädten herabgestuft. Des Weiteren können Kreisstädte mittels Eingliederung in einen anderen Landkreis zu Großen Kreisstädten erklärt werden, sofern sie bei der Eingliederung den Sitz des Landratsamtes (Kreissitz) verlieren. Andererseits kann eine Gemeinde in Sachsen den Status Große Kreisstadt bei der Staatsregierung beantragen und schließlich auch erlangen, wenn sie mehr als 17.500 Einwohner hat und mit ihrer Leistungs- und Verwaltungskraft die mit dem Status verbundenen Aufgaben ordnungsgemäß erfüllen kann. Sinkt die Bevölkerungszahl nach der Verleihung unter diese Grenze ab, so behält die Stadt dennoch den Status einer Großen Kreisstadt. Bis 2008 galt eine Bevölkerungszahl von 20.000 Einwohnern als Mindestgrenze.
Besonders im Zusammenhang mit den beiden Kreisreformen von 1994/1996 und von 2008 häuften sich die Verleihungen. Seit 2009 sind in Sachsen alle Kreisstädte (Sitz des Landratsamtes) zugleich Große Kreisstädte. Außerdem haben alle sächsischen Städte mit mehr als 17.500 Einwohnern (mit Ausnahme der kreisfreien Städte Dresden, Leipzig und Chemnitz) den Status einer Großen Kreisstadt. Den Status besitzen 32 Städte durch den Verlust des Kreissitzes, vier Städte als ehemalige kreisfreie Städte sowie 17 Städte, weil sie mehr als 17.500 Einwohner (bis 2008: mehr als 20.000 Einwohner) haben. Nur Rothenburg/Oberlausitz, das schon 1945 den Kreissitz verloren hatte, ist als ehemalige Kreisstadt nicht auch Große Kreisstadt. Etwa die Hälfte der Großen Kreisstädte Sachsens (29 von 53) sind Kleinstädte mit weniger als 20.000 Einwohnern. Die anderen 24 Großen Kreisstädte sind Mittelstädte, davon drei Große Mittelstädte mit mehr als 50.000 Einwohnern (Zwickau, Plauen und Görlitz).

## Legende
- Wappen: Zeigt das Stadtwappen der Großen Kreisstadt.
- Name: Nennt den Namen der Großen Kreisstadt. Liegt sie im Sorbischen Siedlungsgebiet, ist zusätzlich in Klammern der obersorbische Name der Großen Kreisstadt angegeben.
- Wirkungsdatum: Nennt das Datum, an dem die Ernennung zur Großen Kreisstadt wirksam wurde.
- Grund: Gibt an, welche der Bedingungen für eine Verleihung des Titels die Große Kreisstadt erfüllt hat. Anlässe, die ebenfalls ausschlaggebend gewesen wären, sind dahinter in Klammern beigefügt.
- Zentrum: Gibt an, ob es sich um ein Ober-, Mittel- oder Unterzentrum handelt.
- Einwohnerzahl: Gibt die Zahl der Einwohner an, die mit Stand vom 31. Dezember 2023 mit Hauptwohnsitz in der Großen Kreisstadt gemeldet sind.
- Kreissitz: Gibt an, ob sich in der Großen Kreisstadt der Sitz des jeweiligen Landkreises befindet.
- Landkreis: Gibt den Landkreis an, in dem die Große Kreisstadt liegt.
- Karte: Zeigt die Lage der Großen Kreisstadt (rot) innerhalb des jeweiligen Landkreises (dunkelgrau) in Sachsen (grau).

## Große Kreisstädte in Sachsen
| Wappen                             | Name                                | Wirkungs- datum   | Grund                                                                 | Zentrum                                                      | Einwohner- zahl | Kreis- sitz | Landkreis                         | Karte                            |
| ---------------------------------- | ----------------------------------- | ----------------- | --------------------------------------------------------------------- | ------------------------------------------------------------ | --------------- | ----------- | --------------------------------- | -------------------------------- |
| Wappen von Annaberg-Buchholz       | Annaberg- Buchholz                  | 1. April 1997     | >20.000 Einwohner                                                     | Mittelzentrum                                                | 19.069          | ja          | Erzgebirgskreis                   | Lage von Annaberg-Buchholz       |
| Wappen von Aue-Bad Schlema         | Aue-Bad Schlema                     | 1. August 2008    | Verlust des Kreissitzes 2008 (Stadtkreis bis 1947)                    | Teil eines Mittelzentralen Städteverbunds (Silberberg)       | 19.059          | nein        | Erzgebirgskreis                   | Lage von Aue-Bad Schlema         |
| Wappen von Auerbach/Vogtl.         | Auerbach/Vogtl.                     | 1. April 1997     | Verlust des Kreissitzes 1994/95                                       | Teil eines Mittelzentralen Städteverbunds (MZSV Göltzschtal) | 17.427          | nein        | Vogtlandkreis                     | Lage von Auerbach/Vogtl.         |
| Wappen von Bautzen                 | Bautzen (Budyšin)                   | 1. Januar 1995    | >20.000 Einwohner (Stadtkreis bis 1947)                               | Oberzentraler Städteverbund                                  | 37.930          | ja          | Bautzen                           | Lage von Bautzen                 |
| Wappen von Bischofswerda           | Bischofswerda                       | 1. April 1998     | Verlust des Kreissitzes 1994                                          | Unterzentrum                                                 | 10.709          | nein        | Bautzen                           | Lage von Bischofswerda           |
| Wappen von Borna                   | Borna                               | 1. Oktober 1994   | Verlust des Kreissitzes 1994                                          | Mittelzentrum                                                | 19.842          | ja          | Leipzig                           | Lage von Borna                   |
| Wappen von Brand-Erbisdorf         | Brand-Erbisdorf                     | 1. April 1997     | Verlust des Kreissitzes 1994                                          | Unterzentrum                                                 | 8915            | nein        | Mittelsachsen                     | Lage von Brand-Erbisdorf         |
| Wappen von Coswig                  | Coswig                              | 1. April 1997     | >20.000 Einwohner                                                     | Mittelzentrum                                                | 20.406          | nein        | Meißen                            | Lage von Coswig                  |
| Wappen von Crimmitschau            | Crimmitschau                        | 1. Oktober 1994   | >20.000 Einwohner (Stadtkreis bis 1947)                               | Mittelzentrum                                                | 18.758          | nein        | Zwickau                           | Lage von Crimmitschau            |
| Wappen von Delitzsch               | Delitzsch                           | 1. April 1997     | >20.000 Einwohner (Verlust des Kreissitzes 2008)                      | Mittelzentrum                                                | 26.054          | nein        | Nordsachsen                       | Lage von Delitzsch               |
| Wappen von Dippoldiswalde          | Dippoldiswalde                      | 1. August 2008    | Verlust des Kreissitzes 2008                                          | Mittelzentrum                                                | 13.973          | nein        | Sächsische Schweiz- Osterzgebirge | Lage von Dippoldiswalde          |
| Wappen von Döbeln                  | Döbeln                              | 1. August 2008    | Verlust des Kreissitzes 2008 (Stadtkreis bis 1947)                    | Mittelzentrum                                                | 23.718          | nein        | Mittelsachsen                     | Lage von Döbeln                  |
| Wappen von Eilenburg               | Eilenburg                           | 1. April 1997     | Verlust des Kreissitzes 1994                                          | Mittelzentrum                                                | 16.496          | nein        | Nordsachsen                       | Lage von Eilenburg               |
| Wappen von Flöha                   | Flöha                               | 1. April 1997     | Verlust des Kreissitzes 1994                                          | Unterzentrum                                                 | 10.259          | nein        | Mittelsachsen                     | Lage von Flöha                   |
| Wappen von Freiberg                | Freiberg                            | 1. April 1997     | >20.000 Einwohner (Stadtkreis bis 1947)                               | Mittelzentrum                                                | 41.213          | ja          | Mittelsachsen                     | Lage von Freiberg                |
| Wappen von Freital                 | Freital                             | 1. April 1997     | Verlust des Kreissitzes 1994 (Stadtkreis bis 1947)                    | Mittelzentrum                                                | 39.384          | nein        | Sächsische Schweiz- Osterzgebirge | Lage von Freital                 |
| Wappen von Geithain                | Geithain                            | 1. Januar 2020    | Verlust des Kreissitzes 1994                                          | Unterzentrum                                                 | 6942            | nein        | Leipzig                           | Lage von Geithain                |
| Wappen von Glauchau                | Glauchau                            | 1. Oktober 1994   | >20.000 Einwohner (Stadtkreis bis 1947, Verlust des Kreissitzes 2008) | Mittelzentrum                                                | 21.618          | nein        | Zwickau                           | Lage von Glauchau                |
| Wappen von Görlitz                 | Görlitz                             | 1. August 2008    | Verlust Sonderstatus kreisfreie Stadt 2008                            | Oberzentraler Städteverbund                                  | 55.395          | ja          | Görlitz                           | Lage von Görlitz                 |
| Wappen von Grimma                  | Grimma                              | 1. August 2008    | Verlust des Kreissitzes 2008                                          | Mittelzentrum                                                | 27.740          | nein        | Leipzig                           | Lage von Grimma                  |
| Wappen von Großenhain              | Großenhain                          | 1. August 2008    | Verlust des Kreissitzes 2008                                          | Mittelzentrum                                                | 18.312          | nein        | Meißen                            | Lage von Großenhain              |
| Wappen von Hainichen               | Hainichen                           | 1. Januar 2021    | Verlust des Kreissitzes 1994                                          | Unterzentrum                                                 | 8287            | nein        | Mittelsachsen                     | Lage von Hainichen               |
| Wappen von Hohenstein-Ernstthal    | Hohenstein- Ernstthal               | 1. Mai 1995       | Verlust des Kreissitzes 1994                                          | Teil eines Mittelzentralen Städteverbunds                    | 13.942          | nein        | Zwickau                           | Lage von Hohenstein-Ernstthal    |
| Wappen von Hoyerswerda             | Hoyerswerda (Wojerecy)              | 1. August 2008    | Verlust Sonderstatus kreisfreie Stadt 2008 (Kreissitz bis 1994)       | Oberzentraler Städteverbund                                  | 31.131          | nein        | Bautzen                           | Lage von Hoyerswerda             |
| Wappen von Kamenz                  | Kamenz (Kamjenc)                    | 1. August 2008    | Verlust des Kreissitzes 2008                                          | Mittelzentrum                                                | 17.072          | nein        | Bautzen                           | Lage von Kamenz                  |
| Wappen von Klingenthal             | Klingenthal                         | 8. August 2019    | Verlust des Kreissitzes 1994/95                                       | Unterzentrum                                                 | 7443            | nein        | Vogtlandkreis                     | Lage von Klingenthal             |
| Wappen von Limbach-Oberfrohna      | Limbach- Oberfrohna                 | 1. Oktober 1994   | >20.000 Einwohner                                                     | Mittelzentrum                                                | 23.827          | nein        | Zwickau                           | Lage von Limbach-Oberfrohna      |
| Wappen von Löbau                   | Löbau                               | 1. Januar 2000    | Verlust des Kreissitzes 1994                                          | Mittelzentrum                                                | 14.618          | nein        | Görlitz                           | Lage von Löbau                   |
| Wappen von Marienberg              | Marienberg                          | 1. August 2008    | Verlust des Kreissitzes 2008                                          | Mittelzentrum                                                | 16.267          | nein        | Erzgebirgskreis                   | Lage von Marienberg              |
| Wappen von Markkleeberg            | Markkleeberg                        | 1. September 2000 | >20.000 Einwohner                                                     | Mittelzentrum                                                | 25.372          | nein        | Leipzig                           | Lage von Markkleeberg            |
| Wappen von Meißen                  | Meißen                              | 1. April 1997     | >20.000 Einwohner (Stadtkreis bis 1947)                               | Mittelzentrum                                                | 29.007          | ja          | Meißen                            | Lage von Meißen                  |
| Wappen von Mittweida               | Mittweida                           | 1. August 2008    | Verlust des Kreissitzes 2008 (Stadtkreis bis 1947)                    | Mittelzentrum                                                | 13.940          | nein        | Mittelsachsen                     | Lage von Mittweida               |
| Wappen von Niesky                  | Niesky                              | 1. August 2008    | Verlust des Kreissitzes 2008                                          | Mittelzentrum                                                | 9060            | nein        | Görlitz                           | Lage von Niesky                  |
| Wappen von Oelsnitz/Vogtl.         | Oelsnitz/Vogtl.                     | 1. April 1997     | Verlust des Kreissitzes 1994/95                                       | Mittelzentrum                                                | 11.054          | nein        | Vogtlandkreis                     | Lage von Oelsnitz/Vogtl.         |
| Wappen von Oschatz                 | Oschatz                             | 1. April 1997     | Verlust des Kreissitzes 1994                                          | Mittelzentrum                                                | 14.202          | nein        | Nordsachsen                       | Lage von Oschatz                 |
| Wappen von Pirna                   | Pirna                               | 1. April 1997     | >20.000 Einwohner (Stadtkreis bis 1947)                               | Mittelzentrum                                                | 40.148          | ja          | Sächsische Schweiz- Osterzgebirge | Lage von Pirna                   |
| Wappen von Plauen                  | Plauen                              | 1. August 2008    | Verlust Sonderstatus kreisfreie Stadt 2008                            | Oberzentrum                                                  | 65.954          | ja          | Vogtlandkreis                     | Lage von Plauen                  |
| Wappen von Radeberg                | Radeberg                            | 1. Januar 2009    | >17.500 Einwohner                                                     | Mittelzentrum                                                | 18.726          | nein        | Bautzen                           | Lage von Radeberg                |
| Wappen von Radebeul                | Radebeul                            | 1. März 1995      | >20.000 Einwohner (Stadtkreis bis 1947)                               | Mittelzentrum                                                | 33.044          | nein        | Meißen                            | Lage von Radebeul                |
| Wappen von Reichenbach im Vogtland | Reichenbach im Vogtland             | 1. April 1997     | Verlust des Kreissitzes 1994/95 (Stadtkreis bis 1947)                 | Mittelzentrum                                                | 19.974          | nein        | Vogtlandkreis                     | Lage von Reichenbach im Vogtland |
| Wappen von Riesa                   | Riesa                               | 1. Oktober 1994   | Verlust des Kreissitzes 1994 (Stadtkreis bis 1947)                    | Mittelzentrum                                                | 29.500          | nein        | Meißen                            | Lage von Riesa                   |
| Wappen von Rochlitz                | Rochlitz                            | 1. April 1997     | Verlust des Kreissitzes 1994                                          | Unterzentrum                                                 | 5573            | nein        | Mittelsachsen                     | Lage von Rochlitz                |
| Wappen von Schkeuditz              | Schkeuditz                          | 1. Januar 2009    | >17.500 Einwohner                                                     | Mittelzentrum                                                | 19.272          | nein        | Nordsachsen                       | Lage von Schkeuditz              |
| Wappen von Schwarzenberg/Erzgeb.   | Schwarzenberg/ Erzgeb.              | 1. November 2000  | Verlust des Kreissitzes 1994                                          | Teil eines Mittelzentralen Städteverbunds                    | 15.700          | nein        | Erzgebirgskreis                   | Lage von Schwarzenberg/Erzgeb.   |
| Wappen von Sebnitz                 | Sebnitz                             | 1. Januar 1995    | Verlust des Kreissitzes 1994                                          | Unterzentrum                                                 | 9577            | nein        | Sächsische Schweiz- Osterzgebirge | Lage von Sebnitz                 |
| Wappen von Stollberg/Erzgeb.       | Stollberg/Erzgeb.                   | 1. August 2008    | Verlust des Kreissitzes 2008                                          | Mittelzentrum                                                | 11.183          | nein        | Erzgebirgskreis                   | Lage von Stollberg/Erzgeb.       |
| Wappen von Torgau                  | Torgau                              | 1. Januar 2009    | >17.500 Einwohner                                                     | Mittelzentrum                                                | 20.063          | ja          | Nordsachsen                       | Lage von Torgau                  |
| Wappen von Weißwasser/Oberlausitz  | Weißwasser/ Oberlausitz (Běła Woda) | 1. April 1997     | Verlust des Kreissitzes 1994                                          | Mittelzentrum                                                | 15.116          | nein        | Görlitz                           | Lage von Weißwasser/Oberlausitz  |
| Wappen von Werdau                  | Werdau                              | 1. April 1997     | >20.000 Einwohner (Stadtkreis bis 1947, Verlust des Kreissitzes 2008) | Mittelzentrum                                                | 20.929          | nein        | Zwickau                           | Lage von Werdau                  |
| Wappen von Wurzen                  | Wurzen                              | 1. April 1997     | Verlust des Kreissitzes 1994 (Stadtkreis bis 1947)                    | Mittelzentrum                                                | 16.214          | nein        | Leipzig                           | Lage von Wurzen                  |
| Wappen von Zittau                  | Zittau                              | 1. Januar 1996    | >20.000 Einwohner (Stadtkreis bis 1947, Verlust des Kreissitzes 2008) | Mittelzentrum                                                | 25.499          | nein        | Görlitz                           | Lage von Zittau                  |
| Wappen von Zschopau                | Zschopau                            | 1. Januar 1999    | Verlust des Kreissitzes 1994                                          | Unterzentrum                                                 | 8803            | nein        | Erzgebirgskreis                   | Lage von Zschopau                |
| Wappen von Zwickau                 | Zwickau                             | 1. August 2008    | Verlust Sonderstatus kreisfreie Stadt 2008                            | Oberzentrum                                                  | 87.793          | ja          | Zwickau                           | Lage von Zwickau                 |